# Gammarelli
Gammarelli è una storica sartoria di Roma specializzata in paramenti liturgici e abbigliamento ecclesiastico situata via di Santa Chiara, nei pressi del Pantheon. Aperta nel 1798, la "Ditta Annibale Gammarelli" ha servito migliaia di sacerdoti, oltre a centinaia di vescovi, cardinali e diversi papi.

## Storia

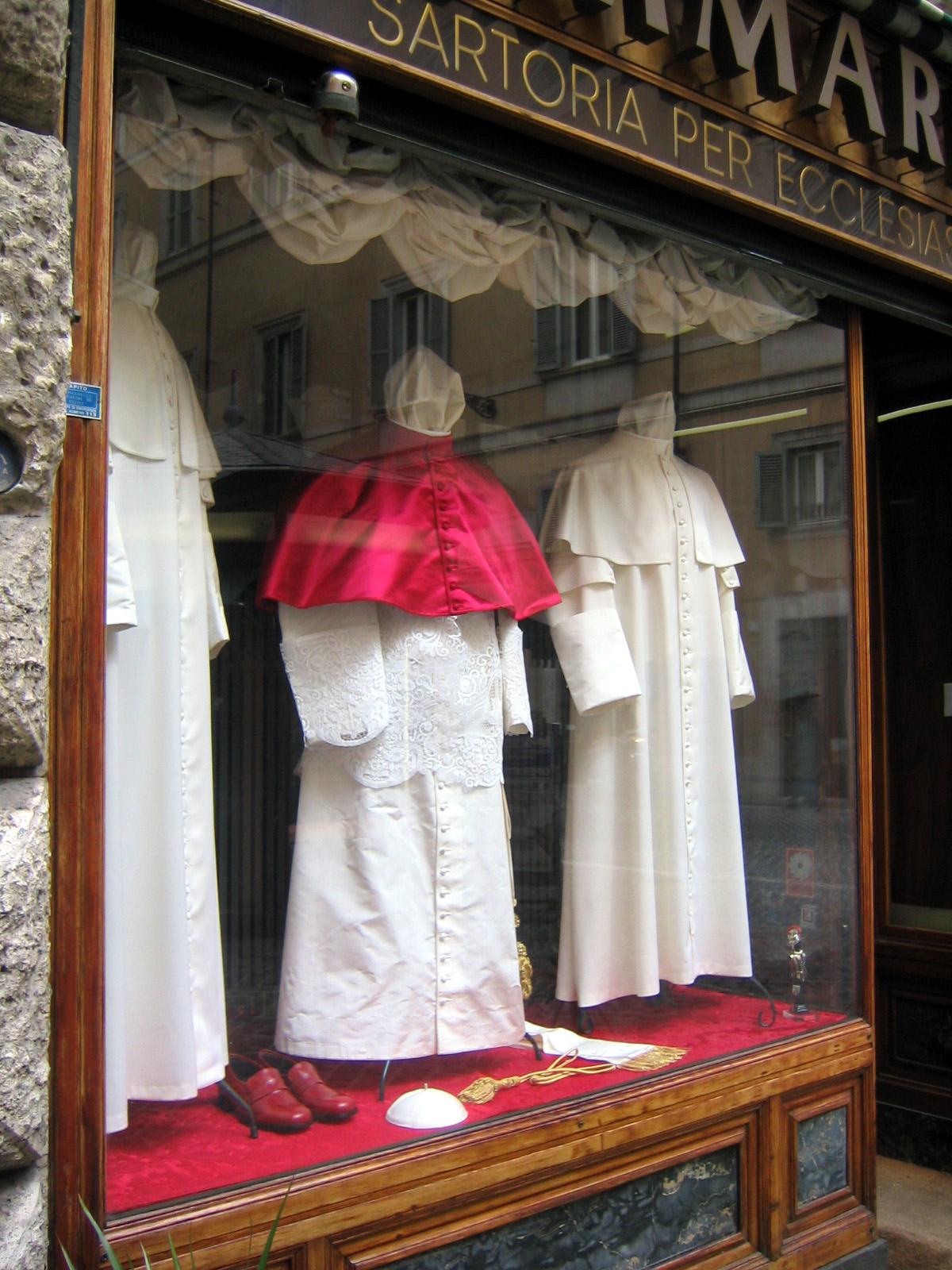
Alcuni esempi di abiti papali

Giovanni Antonio Gammarelli iniziò la sua attività nel 1798, sotto il pontificato di Pio VI, come sarto al servizio del clero romano. In seguito le redini passarono al figlio Filippo, e quindi al figlio di quest'ultimo, Annibale.
Nel 1874 Annibale trasferì la sartoria in via di Santa Chiara 34, nel palazzo della Pontificia Accademia Ecclesiastica. Il periodo della sua gestione fu caratterizzata da un forte slancio di sviluppo dell'attività, e alla sua morte i figli Bonaventura e Giuseppe vollero titolare la sartoria “Ditta Annibale Gammarelli”. Con questo nome la sartoria venne conosciuta in tutto il mondo.
Fino al mese di luglio 2016 la sartoria è stata gestita da Annibale, figlio di Bonaventura, morto il 12 luglio. La gestione della ditta passa quindi alla sesta generazione della famiglia con Massimiliano, Lorenzo e Stefano Paolo.

## Riconoscimenti
Nel 2000 la Ditta Annibale Gammarelli è stata inserita nell'elenco dei Negozi Storici di Roma, ed è probabilmente la più antica ditta di Roma ad essere ancora gestita da discendenti diretti del fondatore.